# Alpheus idiocheles
Alpheus idiocheles is een garnalensoort uit de familie van de Alpheidae. De wetenschappelijke naam van de soort is voor het eerst geldig gepubliceerd in 1905 door Coutière.